# 朱悅燿
華陽悼隱王朱悅燿（1392年—1433年），明朝第一代華陽王，蜀獻王朱椿的庶第二子，母次妃金氏，明太祖之孙。

## 生平
永樂二年（1404年）受封華陽王。
朱悅燿頑劣放肆，自小不服管教，曾因違抗父親獻王而被囚，在其侄蜀世孫朱友堉的勸說下，朱悅燿被釋放。然而，朱悅燿仍覬覦蜀王爵位，並誣告朱友堉。明仁宗即位後，封朱友堉為蜀王，並將朱悅燿安置於別城武岡州，後因為叔父岷王朱楩被遷至武岡，改朱悅燿安置於澧州:2。朱悅燿来到澧州后，当地官府为他在州城西隅三凰山下筑造了王府，并垦田植树:197。
宣德八年（1433年），朱悦燿去世，朝廷赐谥号悼隱。三年后庶长子朱友堚就嗣位。
朱悅燿适王妃徐氏，潞州卫指挥使徐亨女，两人无嗣。夫人张氏育有二子，庶长子朱友堚，袭华阳王爵，另一子镇国将军朱友壁，娶湖广常德卫指挥使夏瑄女，有子嗣。
因为朱悦燿行为不端，朱友堉的弟弟蜀僖王朱友壎去世后，蜀王爵位传给了朱悦燿的五弟保宁王朱悦𤉎，朱悦燿一房失去了袭爵蜀王的资格。朱友堚上奏表示异议，未能获准。
华阳悼隐王陵位于湖南省津市市市郊大同山北麓，墓葬已被盗，有墓志铭出土。